# Cryptothelea photidias
Cryptothelea photidias är en fjärilsart som beskrevs av Edward Meyrick och Oswald Beltram Lower 1907. Cryptothelea photidias ingår i släktet Cryptothelea och familjen säckspinnare. Inga underarter finns listade i Catalogue of Life.